# Steve Shearer
Steve Shearer ist ein US-amerikanischer Theater- und Filmschauspieler.

## Leben
Über das Privatleben von Shearer ist wenig bekannt. Er besuchte die Corona Academy of Dramatic Arts in London und war Mitglied in der Royal Shakespeare Company, später in der National Shakespeare Conservatory in New York City. Seit Mitte der 1990er Jahre tritt er als Filmschauspieler in Erscheinung, meistens in Nebenrollen und überwiegend in Fernsehfilmen. Zwischen 1993 und 2001 war er in insgesamt sechs Episoden der Fernsehserie Walker, Texas Ranger in verschiedenen Rollen zu sehen. Seit 2007 spielt er vermehrt Episodenrollen in verschiedenen Fernsehserien.

## Filmografie
- 1993–2001: Walker, Texas Ranger (Fernsehserie, 6 Episoden, verschiedene Rollen)
- 1994: Mac Millionär – Zu clever für ’nen Blanko-Scheck (Blank Check)
- 1994: Hinrichtung Live: Die Bestie muß sterben! (Witness to the Execution) (Fernsehfilm)
- 1994: Psychotron (Videospiel)
- 1995: Der Mörder in ihrem Bett (Texas Justice) (Fernsehfilm)
- 1995: Die Kehrseite der Medaille (Underneath)
- 1995: Tödliche Familiengeheimnisse (Deadly Family Secrets) (Fernsehfilm)
- 1996: Wenn Herzen brechen  (A Promise to Carolyn) (Fernsehfilm)
- 1996: Zwei Mütter für Zachary (Two Mothers for Zachary) (Fernsehfilm)
- 1998: Mein millionenschwerer Märchenprinz (The Con) (Fernsehfilm)
- 1998: Ein zweites Leben (To Live Again) (Fernsehfilm)
- 1999: Rache hat ein Gesicht (A Face to Kill for) (Fernsehfilm)
- 1999: Texas Story
- 2000: King of the World (Fernsehfilm)
- 2000: Hell Swarm – Die Todesbrut (Hell Swarm) (Fernsehfilm)
- 2000: 11th & Congress (Kurzfilm)
- 2003: Screen Door Jesus
- 2004: The Madam’s Family: The Truth About the Canal Street Brothel (Fernsehfilm)
- 2005: Cremains (Kurzfilm, Sprecherrolle)
- 2006: The Cassidy Kids
- 2007: Prison Break (Fernsehserie, Episode 2x21)
- 2007: Friday Night Lights (Fernsehserie, Episode 2x06)
- 2008: Swingtown (Fernsehserie, Episode 1x01)
- 2010: Du gehst nicht allein (Temple Grandin) (Fernsehfilm)
- 2011: Chase (Fernsehserie, Episode 1x14)
- 2013: The Lying Game (Fernsehserie, Episode 2x05)
- 2014: iBlade (Mini-Fernsehserie, 2 Episoden)
- 2015: Dark Places – Gefährliche Erinnerung (Dark Places)
- 2015: Lazer Team
- 2015: Red vs. Blue (Fernsehserie, Episode 13x01, Sprecherrolle)
- 2018: Queen of the South (Fernsehserie, Episode 3x09)

## Theater (Auswahl)
- The Elephant Man (University of Texas at Austin)
- Hamlet (Hyde Park Theatre)
- Lost in Yonkers (Live Oak Theatre)
- Prelude to a Kiss (Live Oak Theatre)
- The Crucible (Live Oak Theatre)
- The Taming of the Shrew (State Theatre Company)
- A Macbeth (State Theatre Company)